# Ludwig Steurer Maschinen und Seilbahnenbau

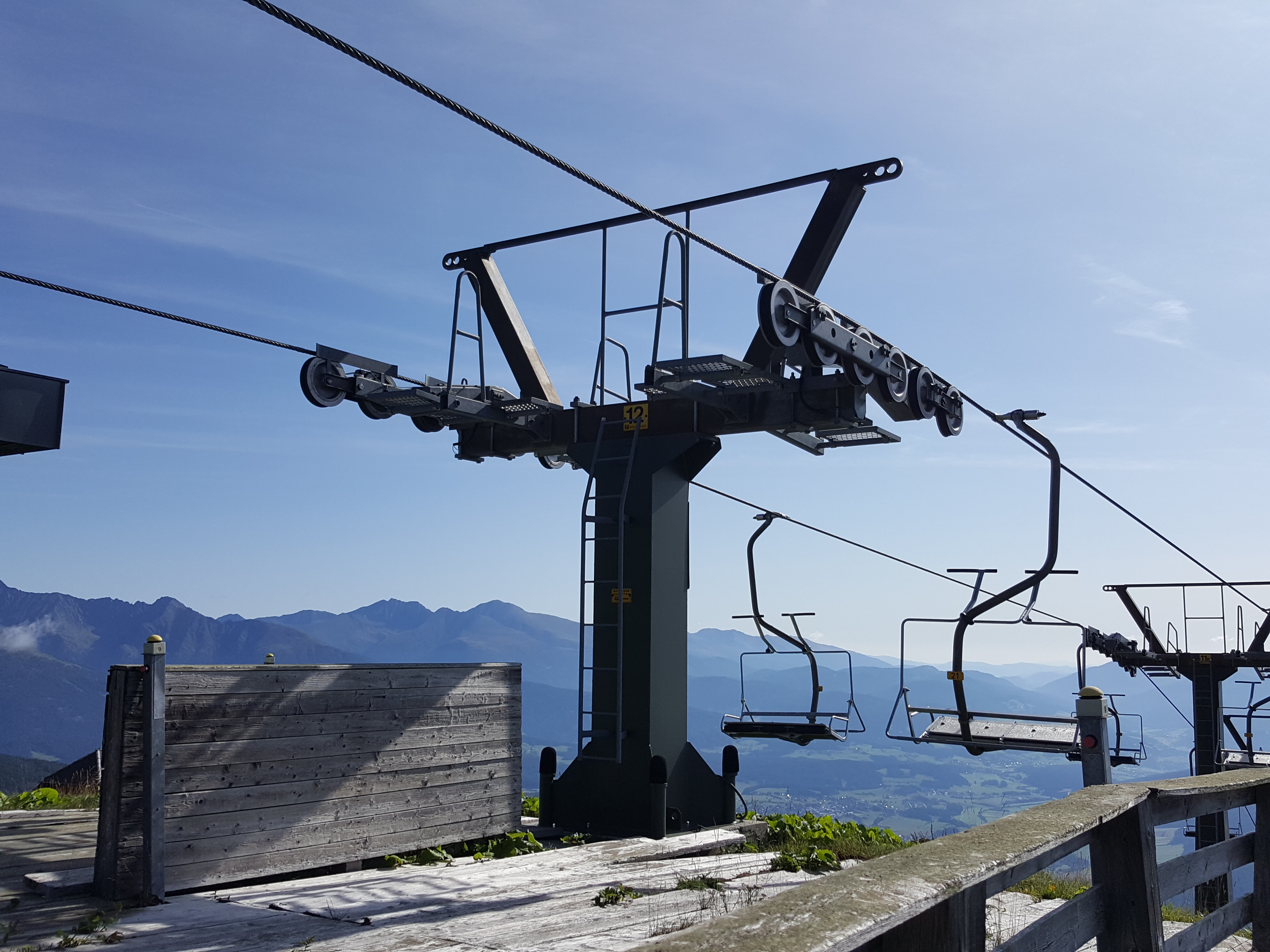
Dreiersesselbahn Grosseck II

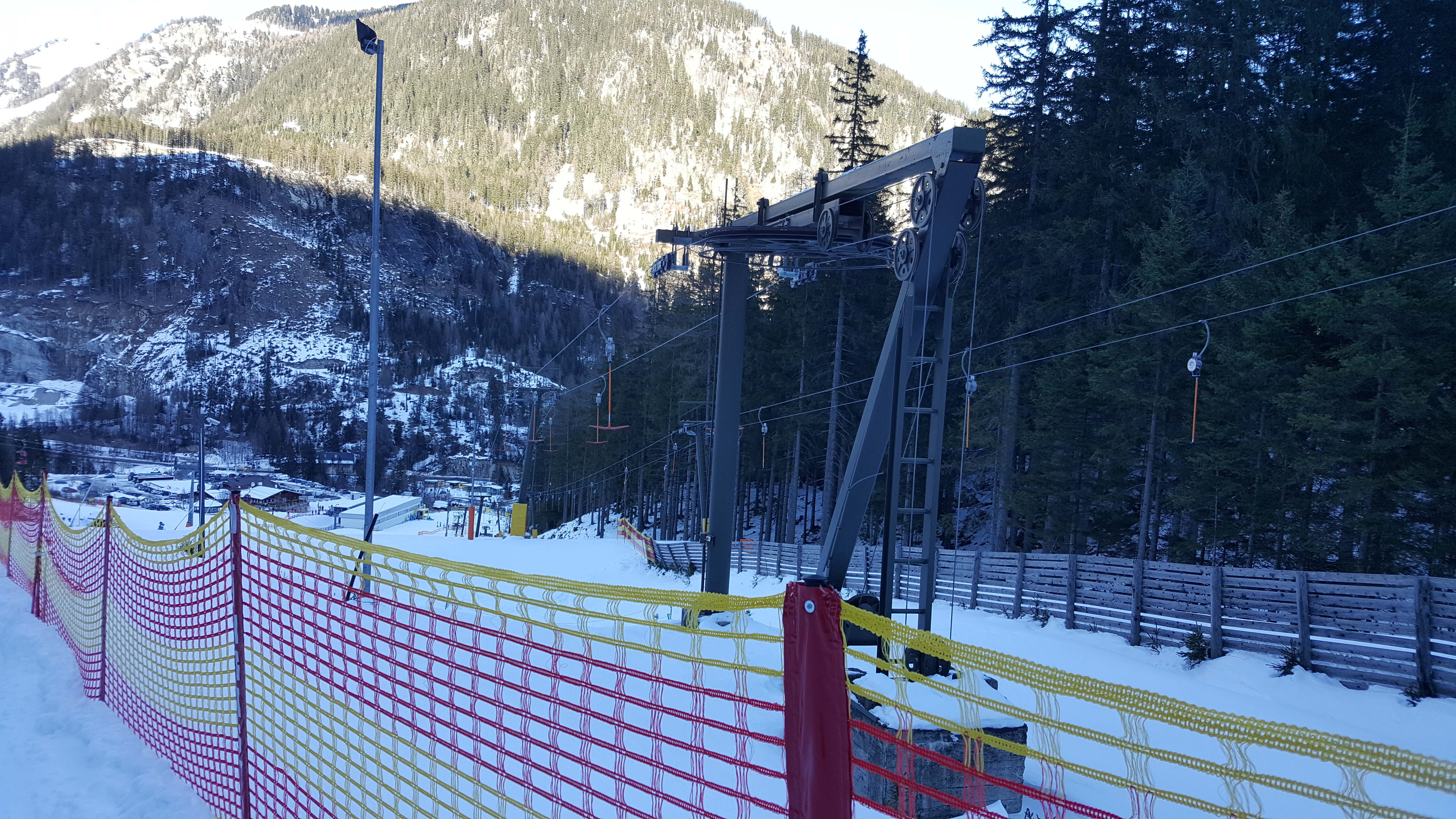
Schlepplift Mauterndorf II

Die Ludwig Steurer Maschinen und Seilbahnenbau GmbH & Co KG ist ein Hersteller von  Seilbahnen in der Gemeinde Doren im Bezirk Bregenz in Vorarlberg.

## Geschichte
Die Firma Steurer wurde 1924 als Schmiedebetrieb von Ludwig Steurer gegründet und ab den 1930er Jahren von dessen Sohn Johann Steurer zu einem renommierten Seilbahntechnikunternehmen ausgebaut. Seit 1926 ist die Firma im Bau von Materialseilbahnen tätig.
1947 errichtete Steurer in Tschagguns im Montafon den Sessellift Grabs (2008 demontiert), wodurch das Unternehmen zum ersten kommerziellen Sessellifterzeuger Österreichs wurde. In den 1950er Jahren erfolgte neben dem Bau von Sesselliften und Schleppliften mit dem Bau der Pendelbahnen Bezau-Sonderdach auch der Einstieg in den Personenpendelbahnbau. In den 1970er Jahren ergänzte die Firma Steurer erstmals Sesselbahnen mit Wetterschutzhauben. Seit 1991 ergänzen Standseilbahnen und Schrägaufzüge das seilbahntechnische Programm des Unternehmens und seit 1993 mit der Seilhängebahn SHB, ein patentiertes kuppelbares Transport- und Logistiksystem. Bis heute hat Steurer mehrere hundert Seilbahnen errichtet und ist auch heute im Seilbahnbau tätig, wobei mittlerweile fast ausschließlich Pendelbahnen errichtet werden.
Seit 2009 hat Steurer eine Niederlassung in der Schweiz.

## Seilbahnen
- 1947–2008 Sessellift Grabs in Tschagguns
- 1951/1956 Dachstein Krippenstein-Seilbahn I und II
- 1954 Vallugabahn I
- 1956 Karrenseilbahn
- 1961–2001 Sessellift Grosseck I
- 1961–1986 Sessellift Grosseck II
- 1976 Sessellift Hahnbaum
- 1986 Sessellift Grosseck II
- 1987 Kristbergbahn Silbertal
- 2007 Dachsteinbahn I + II
- 2007 Panoramabahn Brand[1]
- 2013 Urdenbahn Arosa–Lenzerheide
- 2014 Grünbergbahn Gmunden
- 2016 Bergbahn Lech–Oberlech
- 2018 Seefelder Jochbahn
- 2018 Großkabinen-Pendelbahn Stalden-Staldenried-Gspon[2]
- 2021/22 Materialbahn zur Adlersruhe (3454 m = höchstgelegene Seilbahn Österreichs)[3]